# Emmagatzematge en cinta
L'emmagatzematge en cintes magnètiques és un sistema utilitzat actualment per guardar dades, com per exemple a l'hora de realitzar còpies de seguretat (“backups”). Això és degut al fet que la capacitat d'emmagatzematge d'una cinta és major que la dels discs mecànics i els CD/DVD/BlueRay.
A part de la gran capacitat d'emmagatzematge, les cintes magnètiques tenen una altra característica principal molt important, el tipus d'accés és seqüencial. L'accés seqüencial implica que per llegir unes dades concretes de la cinta primer hem de llegir les dades anteriors.

## Orígens

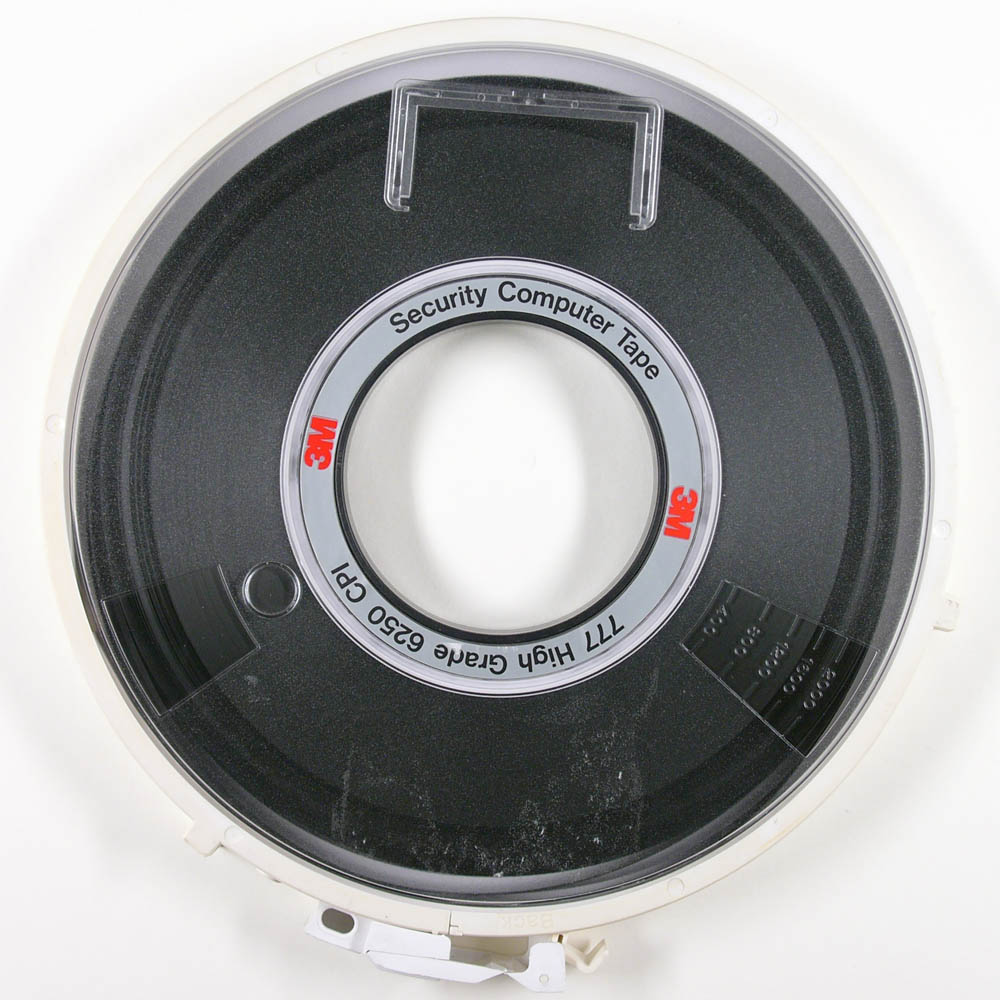
Cinta magnètica, 3M, utilitzada entre 1970 i 1990

Les primeres cintes magnètiques d'emmagatzematge estaven enrotllades en bobines de 27 cm. Aquest sistema va perdurar fins passats els anys 80, ja que en els anys 70 van aparèixer els primers cassets i cartutxos, que van desbancar les bobines.
Als anys 50 IBM va començar a utilitzar cintes similars a les d'àudio per gravar dades. Aquestes cintes podien ser de 370 m o de 730 m. Aquestes cintes s'enrotllaven en dues bobines intercanviables de 267 mm de diàmetre i l'amplada era de 12,7 mm. A més a més. Aquestes cintes comptaven 7 pistes, 6 per dades i 1 per paritat, i el màxim de dades va ser de 40MB.
Aquest tipus de cinta es va convertir en l'estàndard que les altres companyies van utilitzar per treure els seus productes.
En els anys 80 IBM va treure unes cintes més llargues, concretament d'1,100 m, i amb 9 pistes, 8 per dades i 1 per paritat. Amb més pistes es va incrementar la densitat de dades, aquesta podia ser de 20MB, 40MB o 140MB segons la sèrie de la cinta.

## Cassets i cartutxos
Els cassets són cintes que estaven tancades dins d'una “caixeta” amb dues bobines, en canvi els cartutxos són cintes en “caixetes” tancades però amb només una bobina. En aquest últim cas és necessari que el lector de cartutxos tingui una altra bobina per tal de poder realitzar l'arrossegament de la cinta.
Avui en dia s'utilitzen els cartutxos per realitzar emmagatzematge de dades, la capacitat d'aquests cartutxos és molt elevada, parlem de GB de dades, com per exemple és el cas dels productes de Sony, capaços d'emmagatzemar 148 Gb/in².

## Característiques tècniques

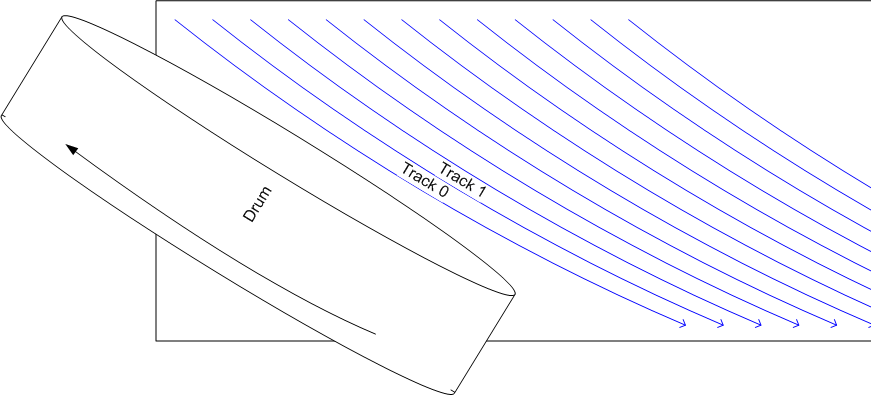
Gravació scanning

- Ample de cinta: determina la quantitat de dades totals que pot emmagatzemar.
- Mètode de gravació: Linear (densitat de dades molt baix, utilitzat al principi) oscanning (mètode per exploració, té major densitat de dades).
- Blocs: normalment les dades són escrites a les cintes per blocs, i aquest estan separats entre ells per blocs buits.
- Format: actualment s'utilitzen els formats DDS/DAT, DLT i LTO, que són capaços d'emmagatzemar milers de GigaBytes(GB).